# Церква Зіслання Святого Духа (Конюхи)
Церква Зіслання Святого Духа в Конюхах — парафія і храм греко-католицької громади Козівського деканату Тернопільсько-Зборівської архієпархії Української греко-католицької церкви в селі Конюхи Тернопільського району Тернопільської области.
Дерев'яна церква та дзвіниця оголошені пам'ятками архітектури місцевого значення.

## Історія церкви
На території парафії, у так званому «Куті», розташована дерев'яна церква, збудована у 1606—1607 роках місцевими майстрами для козаків, що таборувалися в селі. Вона має кам'яний престол і перекрита бляхою. Іконостас у східному стилі виготовив у 1991 році художник Д. Артимович з Озерної. Поруч із церквою стоїть дзвіниця, збудована у 1807 році. Обидва об'єкти у 1989 році було внесено до реєстру Історичних пам'яток культури України.
6 червня 1897 року Галицький митрополит Сильвестр Сембратович встановив на парафіях хрести тверезості.
У 1946 році парафія припинила існування, а церкву закрили партійні функціонери. Хоча у 1960 році мешканці «Кута» самовільно відновили та розширили храм, у грудні 1969 року влада знову остаточно його закрила. До 1988 року церкву неодноразово розкрадали, тому у 1984—1985 роках церковний посуд перенесли до церкви Успіння Пресвятої Богородиці.
Навесні 1988 року храм відкрив священник РПЦ отець Леонід Воронюк. Наприкінці 1991 року отець Євген Мушинський перевів парафію і храм до УГКЦ.
При парафії діють Адораційне братство, спільнота «Матері в молитві», Вівтарна і Марійська дружини.
У 1994 році на території парафії збудували пантеон Матері Божої, а у 1996 році — нову дзвіницю з чотирма дзвонами. У 2005—2010 роках на кошти земляків М. Майки (Німеччина), Г. Королишин (Австралія) та парафіян було зведено нову церкву. Серед перших організаторів будівництва — Володимир, Федір та Надія Меліші, Володимир Майка, Ярослав Когут та Ілько Бідний. У 2011 році храм освятив митрополит Василій Семенюк. Він також освятив пантеон Ісуса Христа, а у 2013 році — Хресну дорогу та парафіяльний будинок (фундатор — М. Майка, робота парафіян, організатор — отець Б. Новосад).
На парафії є п'ять хрестів та три каплички, біля яких часто проводяться богослужіння. Парафія володіє новим парафіяльним будинком.

## Парохи
- о. Григорій Кулькевич (з 1756),
- о. Григорій Масломацький (з 1770),
- о. Василь Кропельницький (1784—1826),
- о. Іван Левицький (1827—1850),
- о. Денис Рудницький (1850—1852),
- о. Микола їжак (1852—1867),
- о. Юліан Серончковський,
- о. Михайло Боднар (1876—1877),
- о. Юліан Онишкевич (1877—1900),
- о. Леонід Воронюк (1988),
- о. Євген Мушинський (листопад 1989—2010),
- о. Борис Новосад (з 2010).